# Урија (Олт)
Урија (рум. Uria) насеље је у Румунији у округу Олт у општини Спранчената. Oпштина се налази на надморској висини од 60 m.

## Становништво
Према подацима из 2002. године у насељу је живело 228 становника, од којих су сви румунске националности.